# 러브 인 아프리카
《러브 인 아프리카》(독일어: Nirgendwo In Afrika/영어: Nowhere In Africa)는 독일에서 제작된 카롤리네 링크 감독의 2001년 드라마 영화이다. 율리안느 콜러와 메랍 니니트쩨 등이 주연으로 출연하였고 베른트 아이힝거이 제작에 참여하였다.

## 줄거리
1938년, 레드히치 가족은 나치 독일 실레시아의 레오프슈츠에서 유대인 박해가 심해지자 케냐로 도피한다. 전직 변호사였던 발터는 농장 관리인으로 일자리를 얻고 가족을 부른다. 그의 아내 예텔은 아프리카 생활에 적응하는 데 어려움을 겪지만, 딸 레기나는 새로운 환경에 빠르게 적응하여 현지어를 쉽게 배우고 현지 문화에 관심을 보인다. 레기나는 곧 농장 요리사 오우오르와 친한 친구가 되는데, 오우오르는 발터가 말라리아에 걸렸을 때 그의 생명을 구하는 데 도움을 주었다. 예텔이 유일하게 독일인과 접촉하는 것은 발터의 친구인 주스킨트인데, 그는 몇 년 동안 아프리카에 살았던 전 독일인이다. 예텔은 주스킨트에게 왜 결혼하지 않았는지 묻자, 그는 기혼 여성과 사랑에 빠지는 습관이 있다고 말한다.
전쟁이 발발하자 영국 당국은 모든 독일 시민을 체포하여 유대인들을 포함한 그들을 구금하고 남녀를 분리한다. 레드히치 부부의 결혼 생활은 악화되기 시작하고 발터는 예텔이 자신이 농부라는 이유로 자신과 잠자리를 같이하고 싶어 하지 않는다고 비난한다. 예텔은 가족을 위해 농장에서 일과 집을 얻기 위해 독일어를 구사하는 영국 군인과 잠자리를 같이하고, 레기나와 발터 모두 이를 알게 된다.
발터는 영국 육군에 입대하기로 결정하고 예텔에게 자신과 함께 나이로비로 가자고 하지만, 그녀는 거절하고 오우오르와 함께 농장을 운영하기 위해 남는다. 레기나는 영어 기숙학교로 보내져 몇 년 동안 그곳에 머물며 수확기 때만 가끔 돌아올 수 있게 된다. 예텔은 스와힐리어에 능통해지고 농장을 유능하게 운영하며, 이전에는 없었던 아프리카 문화와 고된 노동에 대한 인식을 얻는다. 이 기간 동안 예텔과 주스킨트는 관계를 발전시킨다. 그녀가 그에게 키스하지만, 그는 관계를 거부하는 것으로 보인다(그들이 함께 잤는지 여부는 불분명하다).
발터가 전쟁에서 돌아오자 예텔은 기뻐하며 그와 화해한다. 나중에 그는 그녀에게 아버지가 맞아 죽고 여동생이 강제 수용소에서 죽었다고 말한다. 그는 독일에서 법률 직책을 신청하고 즉시 판사로 임명될 수 있다는 소식을 듣는다. 그는 영국 육군의 정책이 모든 병사와 그 가족을 고향으로 돌려보내는 것이라고 말한다. 예텔은 농장이 자신을 필요로 하고 그를 따라다니는 데 지쳤다고 말하며 그와 함께 가기를 거부한다. 그녀는 또한 자신들의 친척을 죽인 나라를 결코 진정으로 고향으로 여길 수 없다고 믿기를 거부한다. 화가 난 발터는 그녀가 처음에는 아프리카를 싫어했고 독일로 돌아가고 싶어 안달했다고 말하며 이기적이라고 비난한다. 발터는 레기나에게 자신과 함께 가고 싶은지 묻지만, 레기나는 오우오르를 떠나고 싶어 하지 않는다.
발터가 혼자 떠날 준비를 하고 있을 때, 메뚜기 떼가 나타나 수확을 위협한다. 예텔은 발터가 메뚜기 떼를 쫓아내기 위해 돌아오는 것을 보고 가족에 대한 그의 헌신에 감동한다. 결국 메뚜기 떼는 작물에 심각한 피해 없이 떠나고 농부들은 축하한다. 예텔과 발터는 사랑을 나누고 화해하며, 그녀는 그에게 그의 아이를 임신했다고 말하고, 그는 그녀가 주스킨트와 잠자리를 같이하지 않았다고 결론 내린다. 오우오르는 레드히치 가족의 삶이 독일로 돌아가는 것임을 깨닫고 여행을 떠나기로 결정하며, 그와 레기나는 눈물을 흘리며 작별 인사를 한다. 예텔은 발터에게 떠날지 말지를 결정하도록 허락하고, 그는 독일로 돌아가는 기차표를 구한다.
마지막 장면은 발터, 레기나, 예텔이 아프리카를 떠나기 위해 기차를 타고 여행하는 모습을 보여준다. 기차가 멈추자 한 아프리카 여성이 예텔에게 바나나를 건넨다. 레기나는 내레이션에서 자신의 남동생이 건강하게 태어났고, 할아버지의 이름을 따서 막스라고 지었다고 말한다.

## 출연
- 율리안느 콜러 - 예텔
- 메랍 니니트쩨 - 발터
- 마티아스 하비흐 - 쥐스킨트
- 카롤리네 에케르츠 - 레기나
- 레아 쿠르카 - 어린 레기나
- 지데데 오뉼로 - 오브워

## 기타
- 원작자: 스테파니 츠바이크
- Line PD: 유겐 트로스터
- 미술: 수잔 빌링
- 미술: 위 스지에라스코
- 의상: 바바라 그룹
- 배역: 안 도르테 브라커

## 한국판 성우진(SBS) (2008년 1월 20일)
- 소연 - 예텔(율리안느 콜러)
- 우정신 - 레기나(레이 쿠르카/카롤리네 에케르츠)
- 양석정 - 발터(메랍 니니트체)
- 서광재 - 오브워(지데데 오뉼로)
- 서문석 - 쥐스킨트(마티아스 하비흐)
- 정기항 - 할아버지(앤드루 작스) / 교장 선생님(안소니 바테)
- 유지영 - 조고나(피터 리나쿠/살라스 케라티) / 엘자(메크틸드 그로스먼)
- 김강산 - 김마니(카니아만)
- 최한 - 영국군 장교(스티븐 프라이스)
- 홍희숙 - 새들러(베티나 레드리히)
- 방성준 - 모리스(스티브 웨스턴)
- 조현정 - 클라라(가브리엘 오인스)